# Большие половые губы
Больши́е половы́е гу́бы (лат. lábia majóra pudéndi), также внешние или наружные половые губы — часть женских наружных половых органов, представляющая собой две плотные кожные складки, идущие между ног женщины от лобка (лонного треугольника) на передней поверхности области малого таза к промежности. Их передние края составляют нижнюю вершину этого треугольника, а щелевидное отверстие между ними называется половой щелью (лат. rima pudendi).

## Анатомия

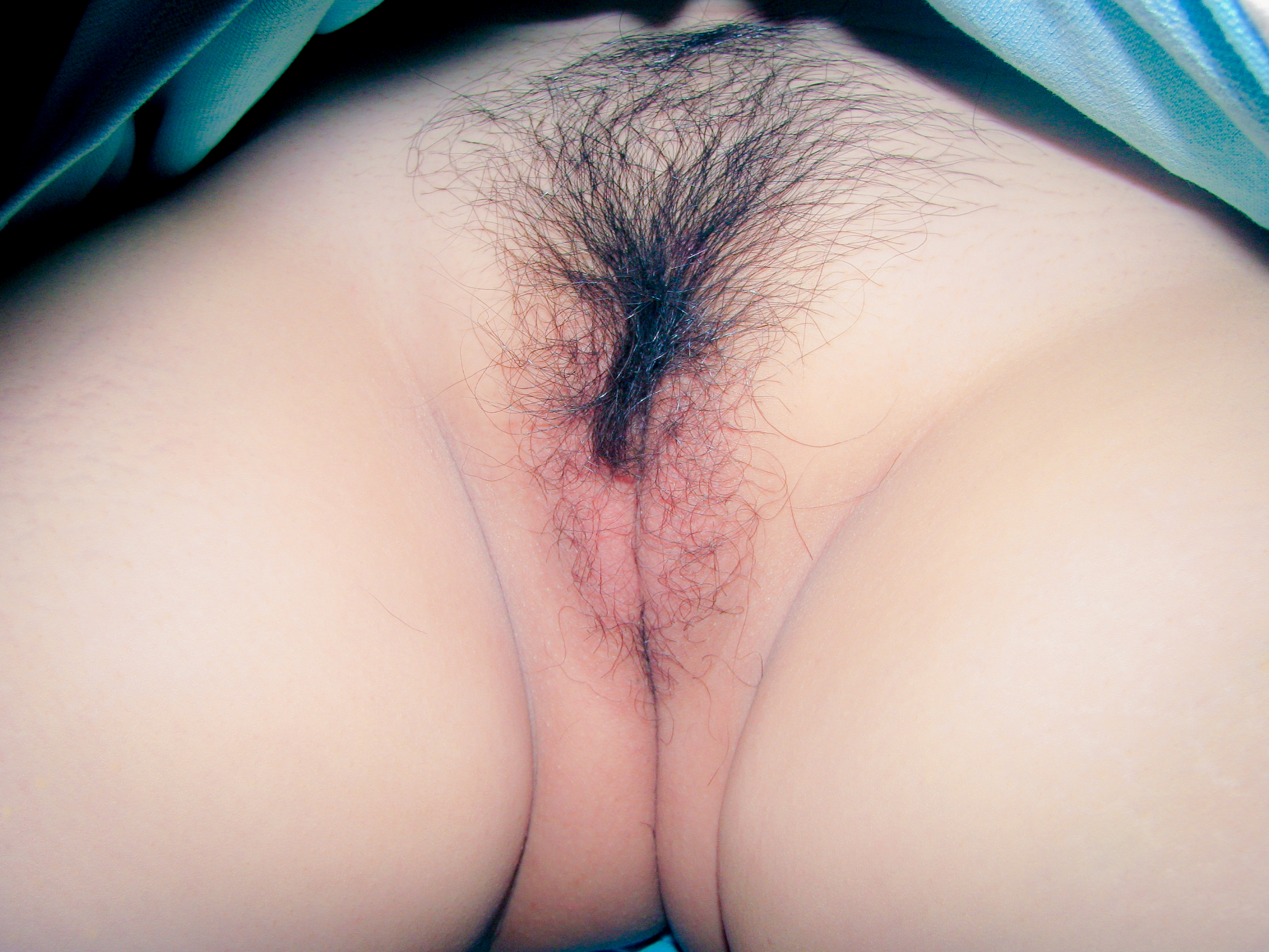
Большие половые губы образуют половую щель

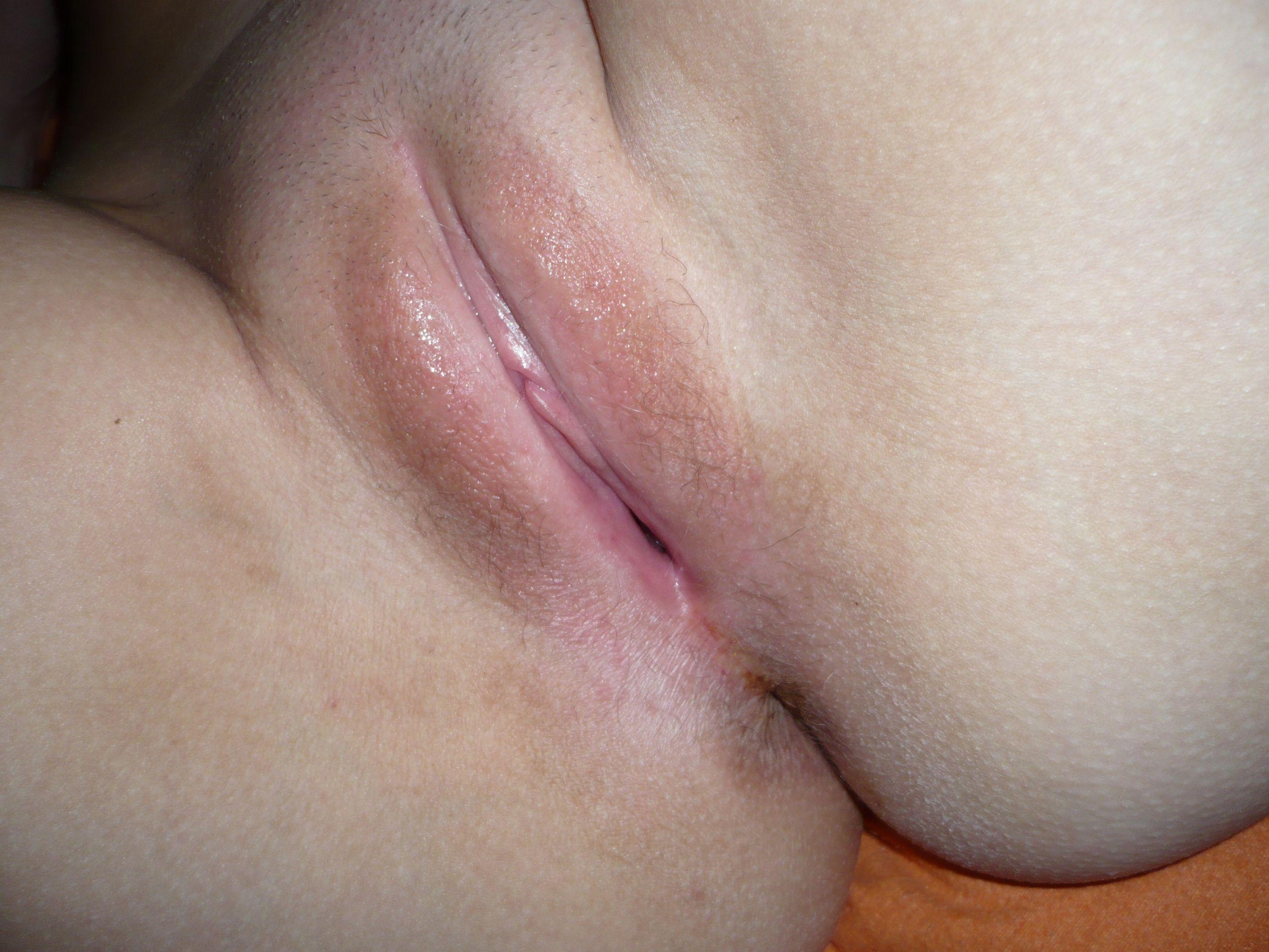
Медиально от больших половых губ расположены малые и преддверие влагалища

Образуемая большими половыми губами половая щель содержит преддверие влагалища, в котором находятся вход во влагалище и наружное отверстие мочеиспускательного канала.
Между большими половыми губами параллельно им проходит пара обычно более тонких кожных складок — малые половые губы, которые могут, особенно при гипертрофии, свисая, выступать за пределы больших.
Передние ножки малых половых губ, срастаясь, переходят в кожно-слизистый покров небольшого способного к эрекции эрогенного органа — клитора. Большие половые губы у женщин является эмбриональным гомологом мошонки у мужчин, а клитор — гомологом пениса. В строении клитора много общего с пенисом: он имеет так называемую головку (та его часть, которая видна снаружи) и крайнюю плоть (кожный покров головки), но размерами обычно значительно меньше пениса, и если пенис находится спереди от мошонки, заметно выступая перед ней, то головка клитора при не разведённых в стороны больших половых губах может быть вообще полностью скрыта за их соприкасающимися передними краями.   
В толще больших половых губ расположены:
- жировая клетчатка;
- венозные сплетения (между фрамингитом флейтера[уточнить] и анальным отверстием);
- большие железы преддверия (бартолиновы железы), секрет которых защищает чувствительную область преддверия от сухости и механических повреждений при половом акте.

Подкожная жировая клетчатка больших половых губ посредством эластических волокон прикрепляется снизу к надкостнице нижних ветвей лобковых костей. В клетчатке же заканчивается и парная круглая связка матки (лат. lig. teres uteri). В основании больших половых губ располагаются парные части непарной луковицы преддверия (лат. bulbus vestibuli) богатой венозными сплетениями, аналога луковицы полового члена.

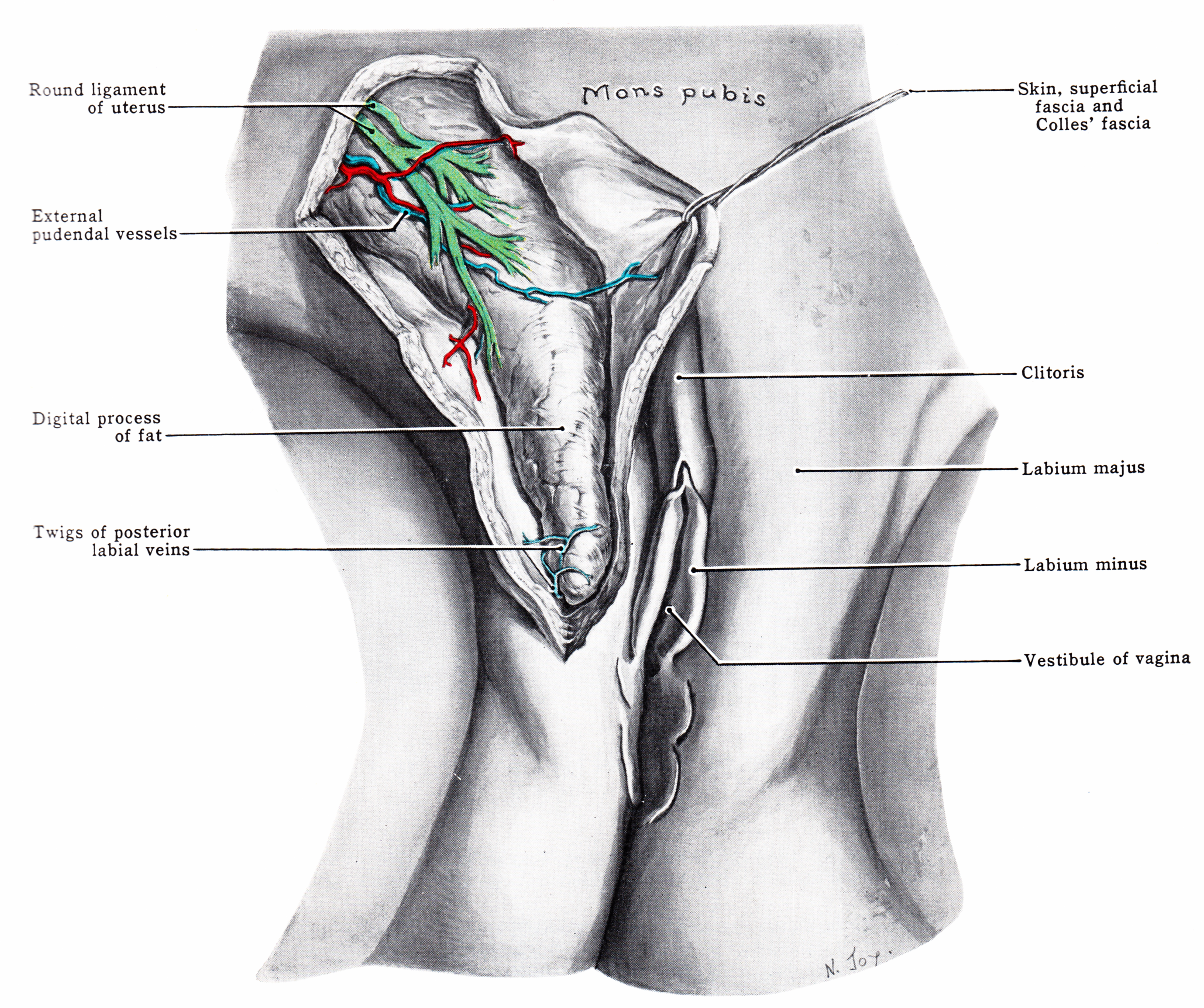
Правая большая половая губа, кожа вскрыта, видны: жировая клетчатка, кровоснабжение, окончание круглой связки матки
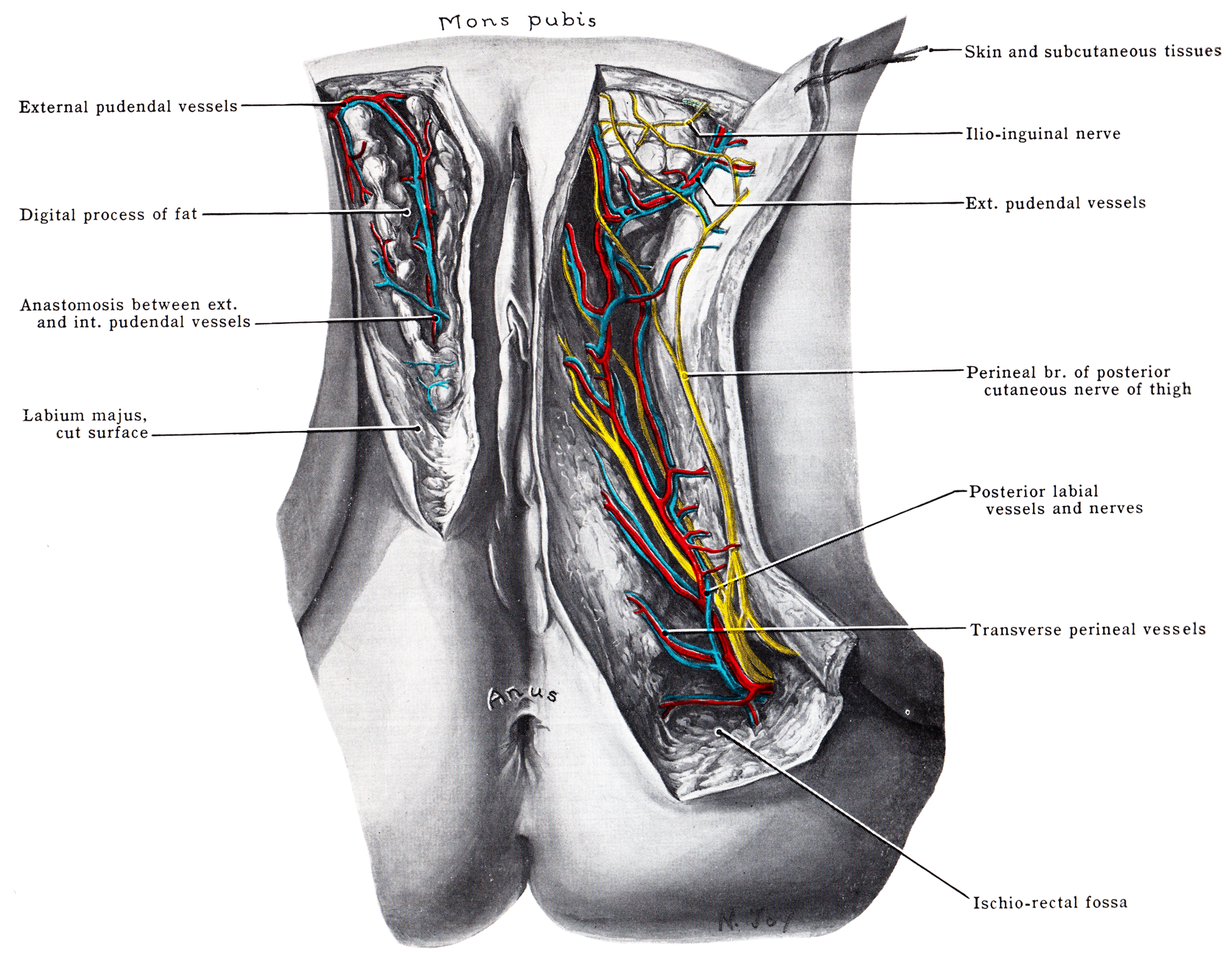
Большие половые губы, сосуды и нервы в толще их тел
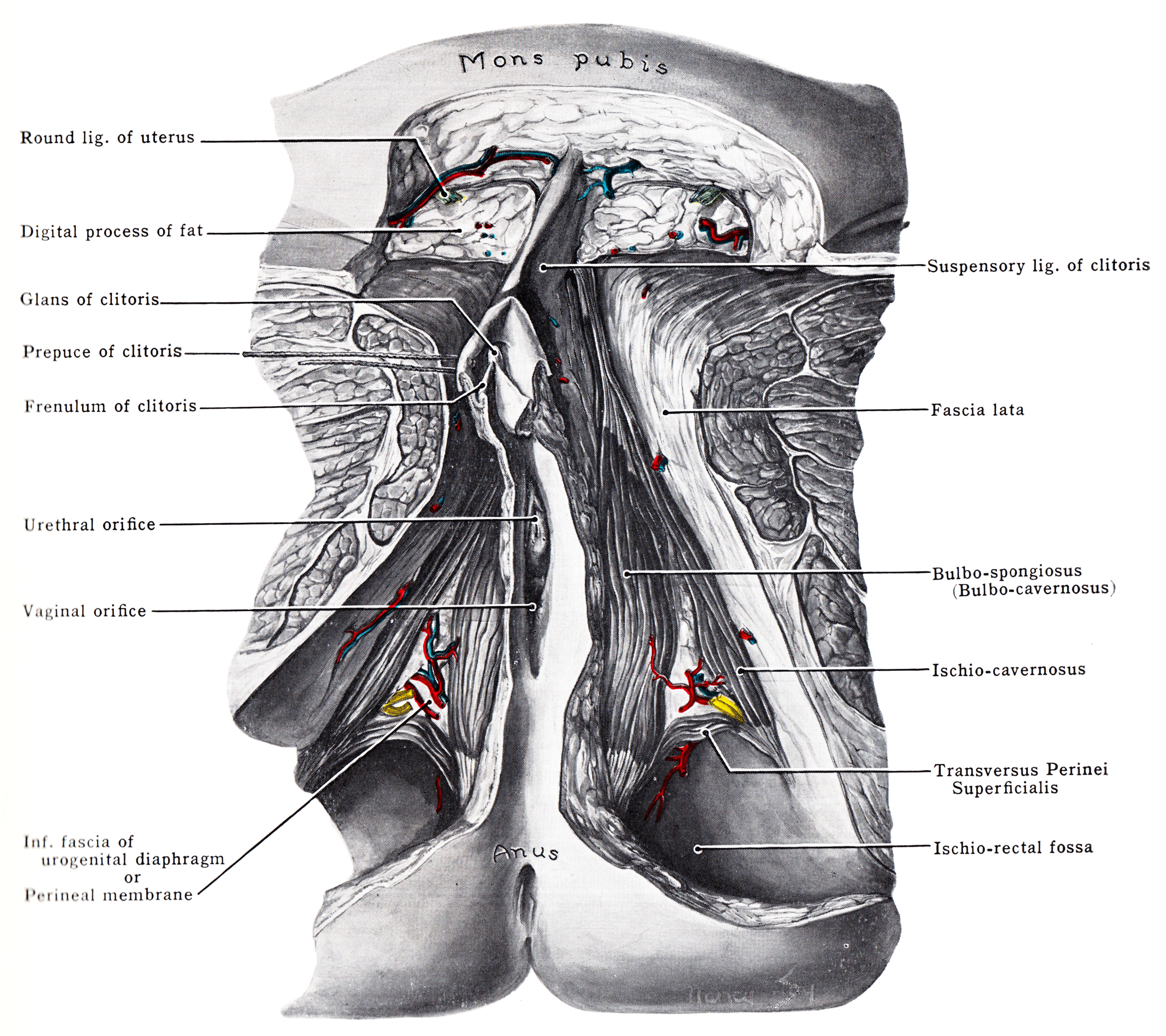
Лежащие кнутри под большими половыми губами структуры, малые половые губы удалены

### Внешний вид и размеры

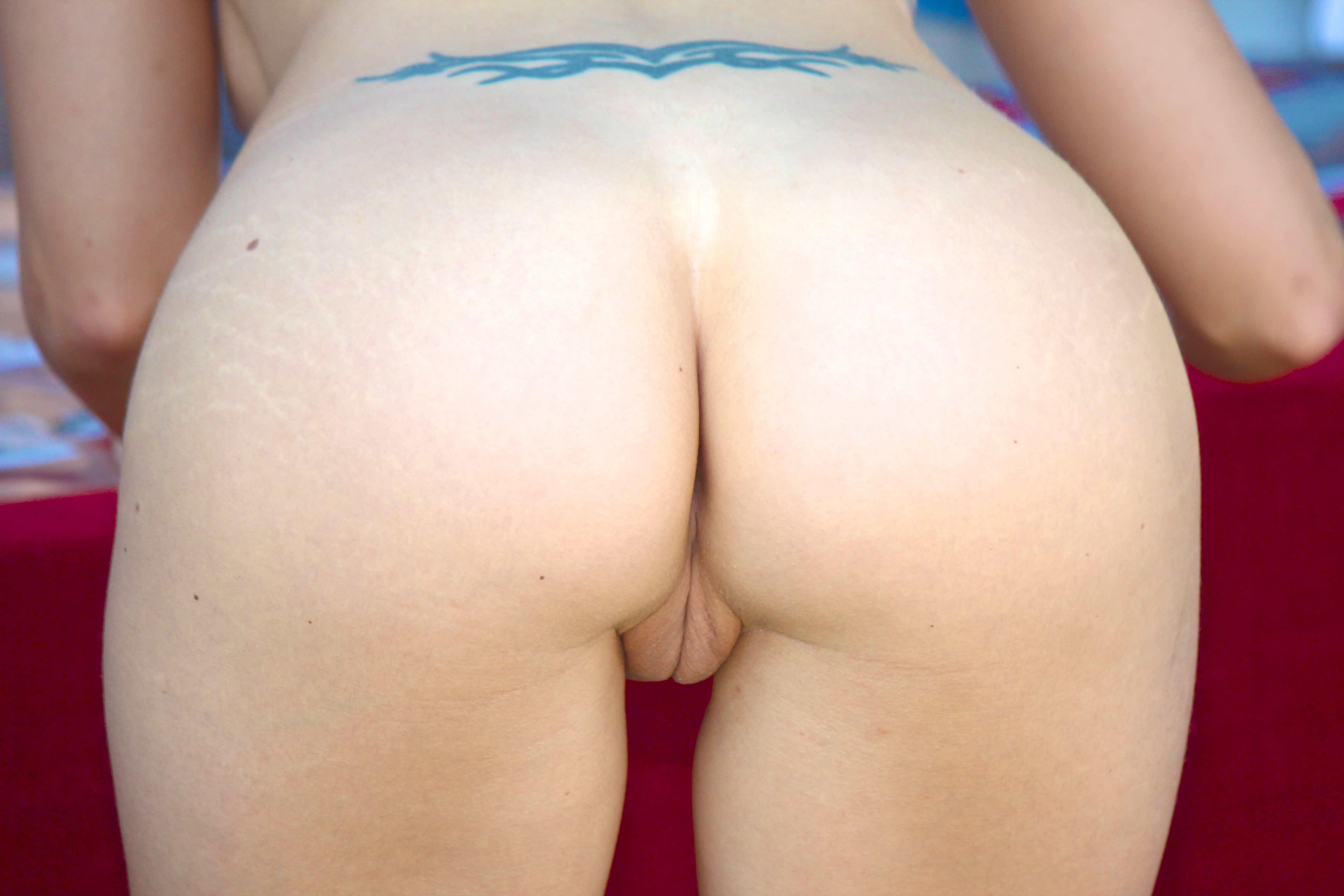
Вид депилированных больших половых губ сзади

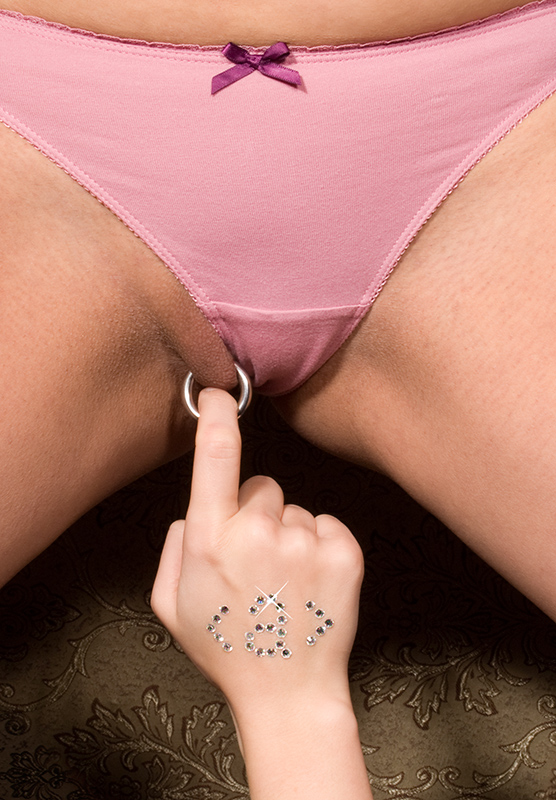
Пирсинг половых губ депилированных больших половых губ

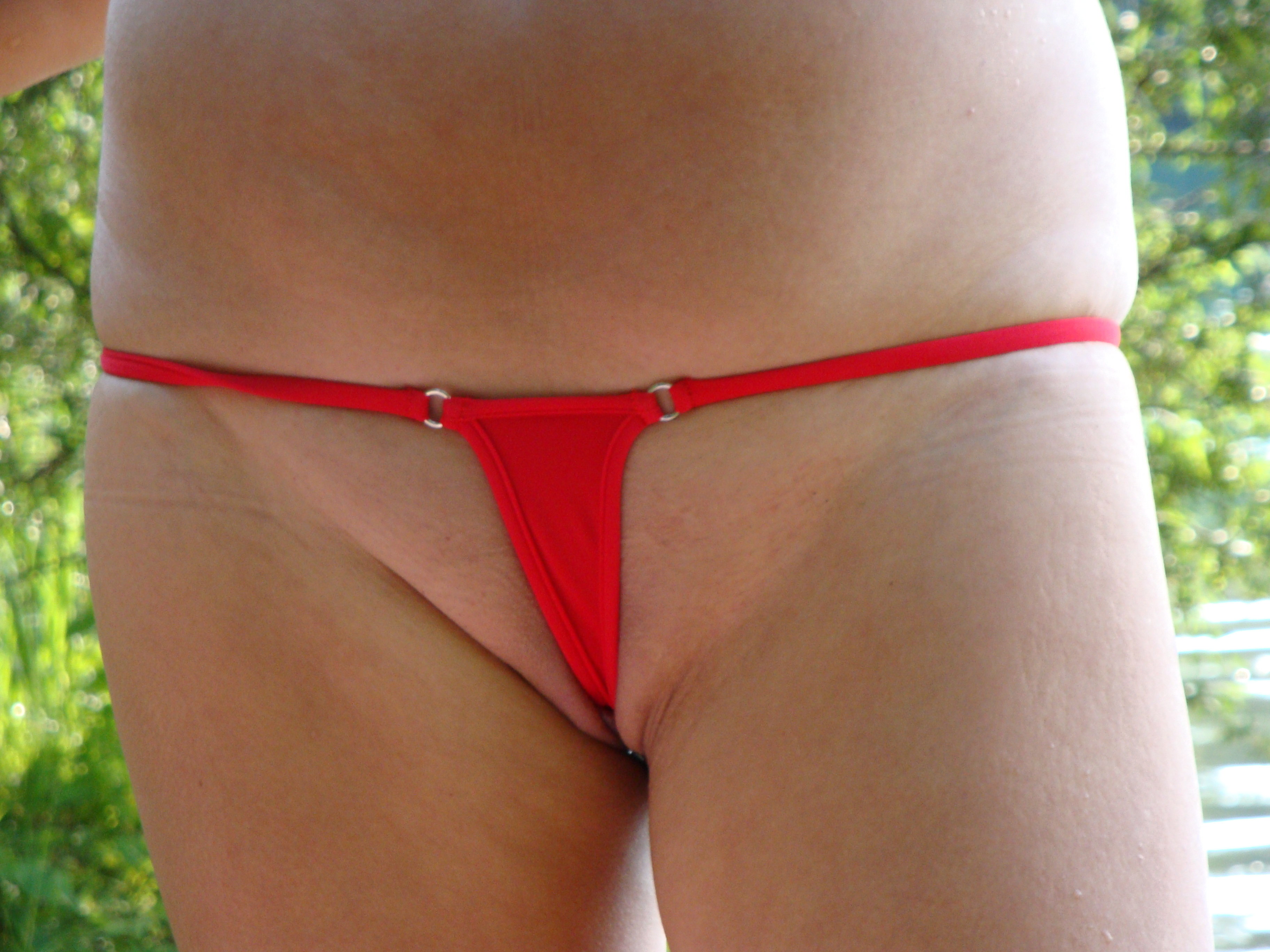
Стринги между больших половых губ

Кожа больших половых губ бывает пигментирована и может отличаться по оттенку от обычной кожи тела. Слово большие в названии является условным и иногда заменяется на внешние или наружные, так как у некоторых женщин они по размерам и объёму невелики, а в отдельных случаях могут быть и меньше относительно крупных малых половых губ. Эти индивидуальные особенности являются вариантом нормы.
Недоразвитие больших половых губ является одним из внешних признаков определения недоношенности новорождённых девочек.

## Функция
Основная функция больших половых губ заключается в механической защите тканей преддверия влагалища, а также выходящих в это преддверие самого влагалища и мочеиспускательного канала от внешней среды; они также обильно снабжены жировыми клетками для поддержания стабильного теплового режима в женских половых органах; расположенные снаружи лобковые волосы также помогают поддерживать постоянный температурный режим.
В большинстве случаев большие половые губы не являются выраженной эрогенной зоной в отличие от более богатых нервными окончаниями малых половых губ.

## Возрастные изменения

### Эмбриогенез

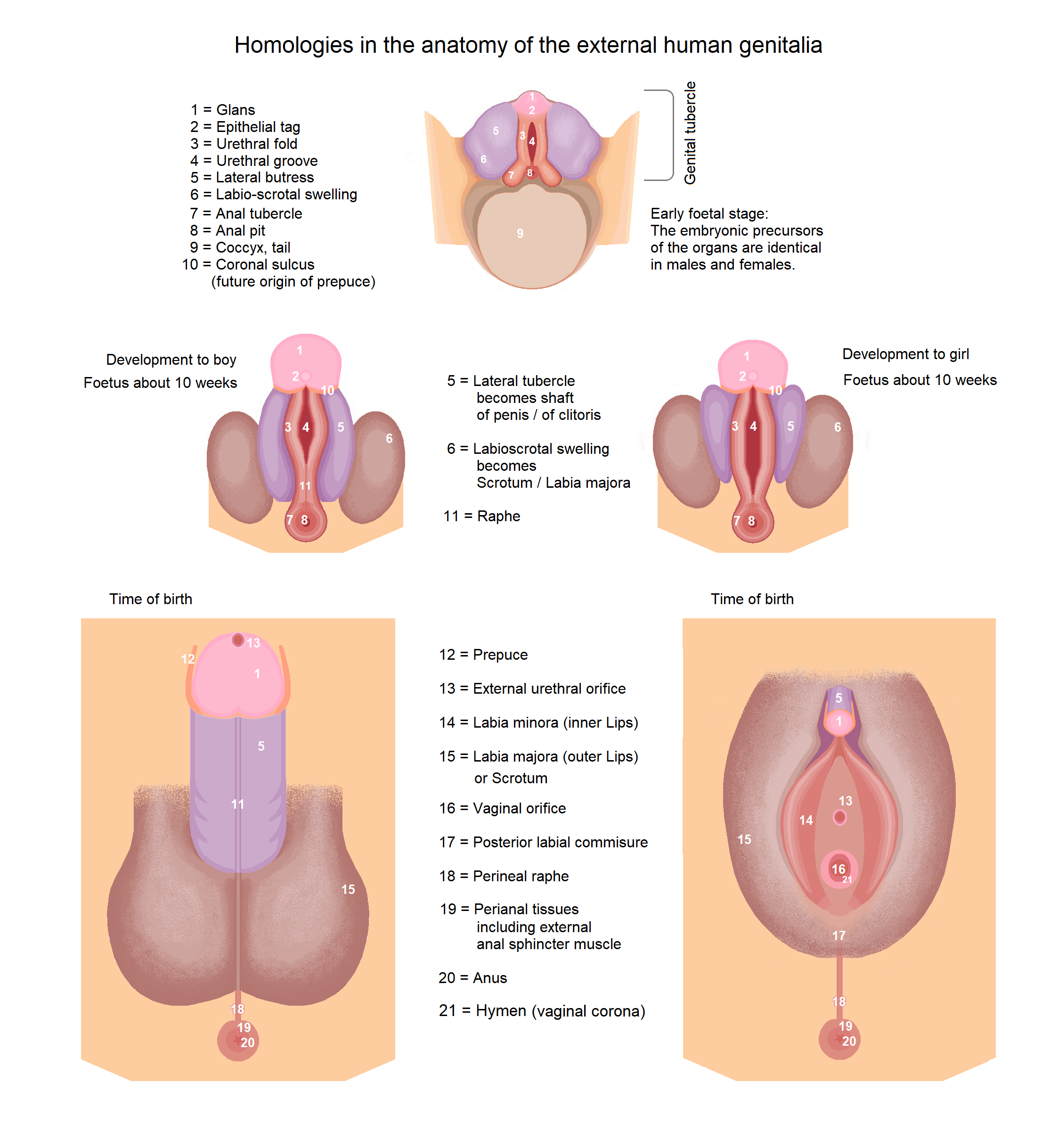
Внутриутробная дифференциация наружных половых органов мужских слева и женских справа. Гомологичные органы обоих полов окрашены одинаковыми цветами

Развитие больших половых губ начинается у 8-9 недельного плода, когда образуются половой валик (губно-мошоночные бугорки), из которого развиваются большие половые губы у эмбриона женского пола, у мужского — мошонка. У эмбрионов мужского пола урогенитальная борозда зарастает, оставляя след в виде продольного шва, а у эмбрионов женского — преобразуется в половую щель с преддверием влагалища внутри неё. У эмбриона мужского пола половые железы, яички, в норме спускаются в мошонку из полости малого таза через паховый канал, а у женского половые железы — яичники — остаются в полости малого таза и большие половые губы их не содержат.
Степень развития и состояние данных органов используются для определения пола новорождённых в случаях интерсексности по шкале Прадера, когда наружные половые органы могут иметь промежуточный вид между типичным для женских и типичным для мужских и не вполне соответствовать гонадному полу, определяемому по составу ткани половых желез.

### Пубертатный период
В пубертатном возрасте под воздействием начавшихся вырабатываться в организме лептина, соматомедина С, дегидроэпиандростерона и дегидроэпиандростерон-сульфата происходят увеличение размеров больших половых губ и лобковое оволосение по женскому типу начинающееся в возрасте 9-14 лет с медиальной стороны наружной поверхности больших половых губ и заканчивающееся к 12-16 годам оволосением лобка (без оволосения живота), всей наружной поверхности больших половых губ и медиальной стороны верхней части бёдер, что является одним из проявлений вторичных половых признаков. В детском возрасте наружная поверхность больших половых губ покрыта пушковыми волосами.

### Период менопаузы
В период менопаузы вследствие гормональной перестройки организма происходит постепенное уменьшение количества жировой ткани и незначительное уменьшение размеров и дряблость больших половых губ.

## Патологии
В детском возрасте может наблюдаться патологическое сращение — синехия половых губ, в которое кроме малых могут быть вовлечены и большие половые губы. Синехия может требовать лечения, если она закрывает наружное отверстие мочеиспускательного канала, что приводит к нарушению оттока мочи и риску развития инфекций мочевыводящих путей (уретрит, цистит и пр.) и половых органов (как наружных — вульвит, так и внутренних — вульвовагинит).
При вирилизации — изменении женских половых органов той или иной степени по типу мужских может наблюдаться частичное заращение половой щели и увеличение клитора (клиторомегалия) под влиянием повышенного уровня мужских половых гормонов.